# 墓の中の死せるキリスト
『墓の中の死せるキリスト』（はかのなかのしせるキリスト、独: Der Leichnam Christi im Grabe、英: The Body of the Dead Christ in the Tomb）は、ドイツ・ルネサンス期の画家ハンス・ホルバインが1521年から1522年の間に菩提樹の板上に油彩とテンペラで制作した絵画である。 
ホルバインは、普通の人間の運命に苦しんだ後の死んだ神の息子イエス・キリストを描いている。墓の中に横たわっているキリストの引き延ばされ、不自然に痩せた身体が等身大でグロテスクに表現されている。陰影を駆使して描いた屍の理想を排した迫真の描写には、肖像画家として名声を博した画家の技量が遺憾なく発揮されている。作品はバーゼル市立美術館に所蔵されている。

## 作品
本作はとりわけその劇的なサイズ (縦30.5 センチ、横200 センチ) によって、また、キリストの顔、手、足、胴体の傷が腐敗の初期段階にある死んだ肉体として写実的に描かれているという事実によって注目すべきものである。その身体は長く、痩せこけている一方、目と口は開かれている。

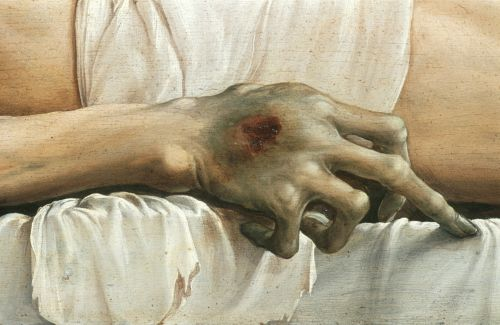
部分

キリストは、手、脇腹、足にある3箇所の明らかな傷とともに表現されている。画家の物怖じしないリアリズムの使用に関して、美術史家のオスカール・ベッチマン (Oscar Bätschmann) とパスカル・グリーナー (Pascal Griener) は、キリストの持ち上げられ、引き延ばされた中指が「鑑賞者のほうに伸ばされている」ようにみえ、幾筋かの髪の毛が「絵画の表面から飛び出している」ようにみえると述べている。絵画の上では、「受難」の道具を持っている天使たちが、紙の上に筆で書かれたラテン語の言葉「IESVS·NAZARENVS·REX·IVDÆORVM" (ナザレのイエス、ユダヤ人の王)」と記されている銘文を持っている。

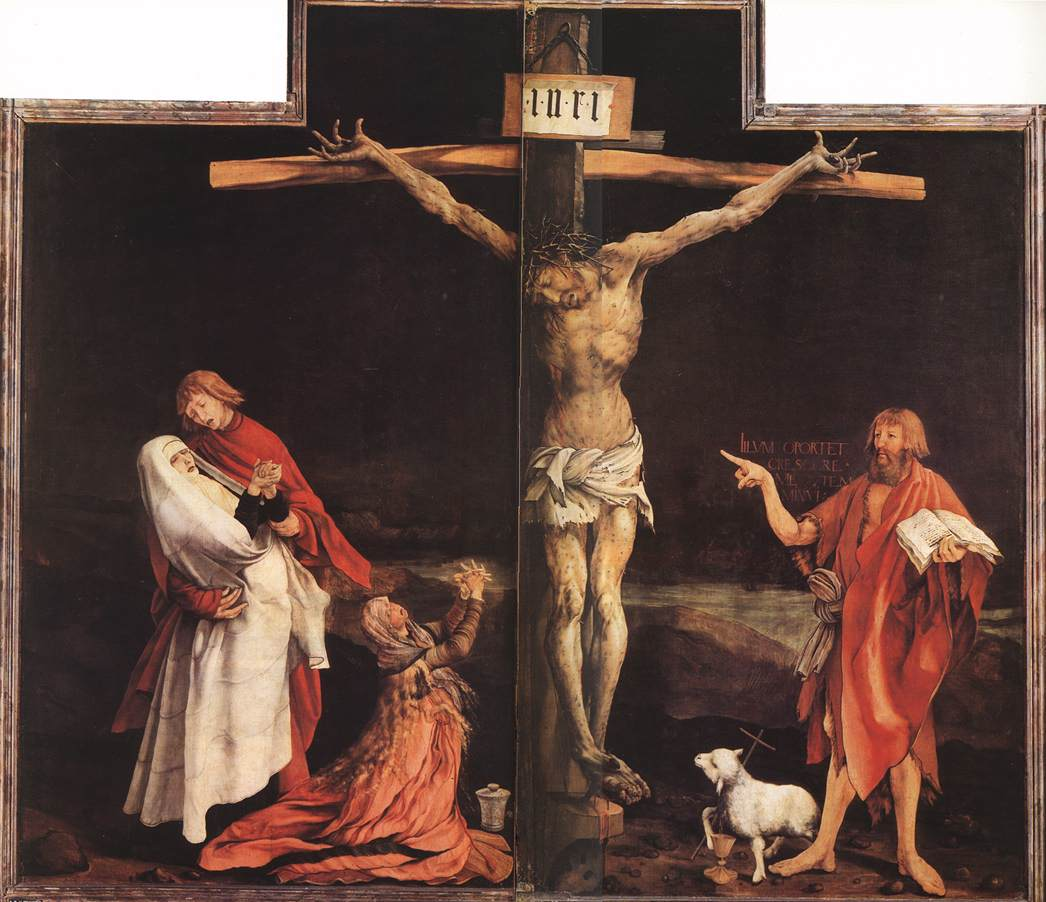
マティアス・グリューネヴァルト『イーゼンハイム祭壇画』の中央パネル。ウンターリンデン美術館 (コルマール)

## 背景
プロテスタントの宗教改革初期の多くの画家たちと共通して、ホルバインは気味の悪いものに魅せられていた。彼の父のハンス・ホルバイン (父) は、自身が数々の制作依頼を受けた療養所があった町イーゼンハイムにマティアス・グリューネヴァルトの『イーゼンハイム祭壇画』 (ウンターリンデン美術館、コルマール) を彼に見せるために連れていった。1520年代の宗教的伝統と同じく、『イーゼンハイム祭壇画』は信心を起こさせるべく制作され、鑑賞者を罪の意識と共感の両方で満たそうとしたグリューネヴァルトの意図に従っている。

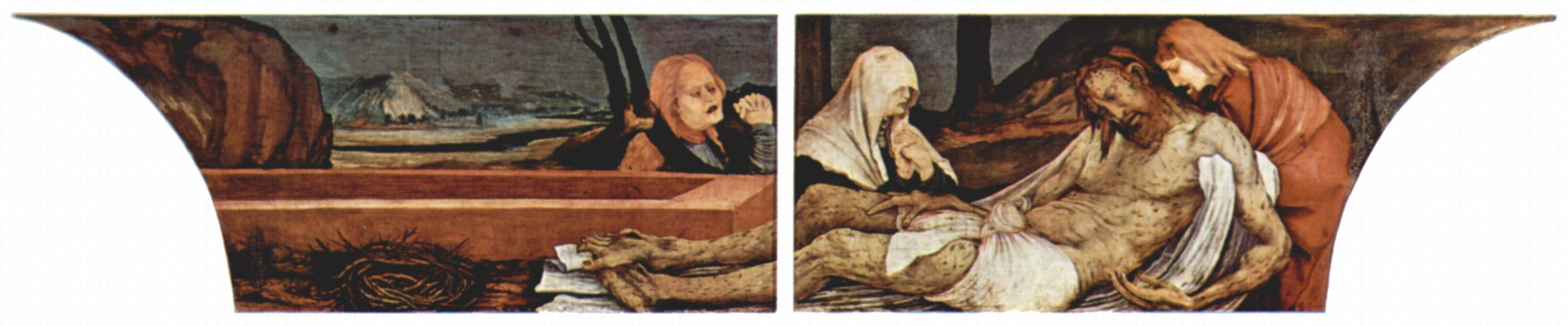
マティアス・グリューネヴァルト「キリストの哀悼と埋葬」 (『イーゼンハイム祭壇画』の裾絵)

この作品がどんな目的で制作されたのかはわかっていない。様々な提案がなされ、その中には祭壇画のための裾絵 (プレデッラ) であったというもの、単独の作品であったというもの、墓の装飾であったというものなどがある。作品はボニファティウス・アメルバッハに委嘱されたが、彼自身もホルバインにより肖像画を描いてもらっている。作品は、アメルバッハ家の美術品取集室に収蔵され、「ナザレの王イエス (Iesus Nazarenus rex) という題名のH.ホルバインによる死んだ男の絵画」と記述されている。1999年に、ベッチマンとグリーナーは、この作品が墓の上に載せる蓋として、「聖なる墓」の一部を形成すべく意図された可能性を指摘した。伝説によれば、ホルバインは、作品のモデルとしてライン川から見つけられた遺体を用いたということである。「これが本当であるにせよ、そうでないにせよ、ホルバインが完全に迫真性を持たせようとしたことは疑いえない」。

## 批評

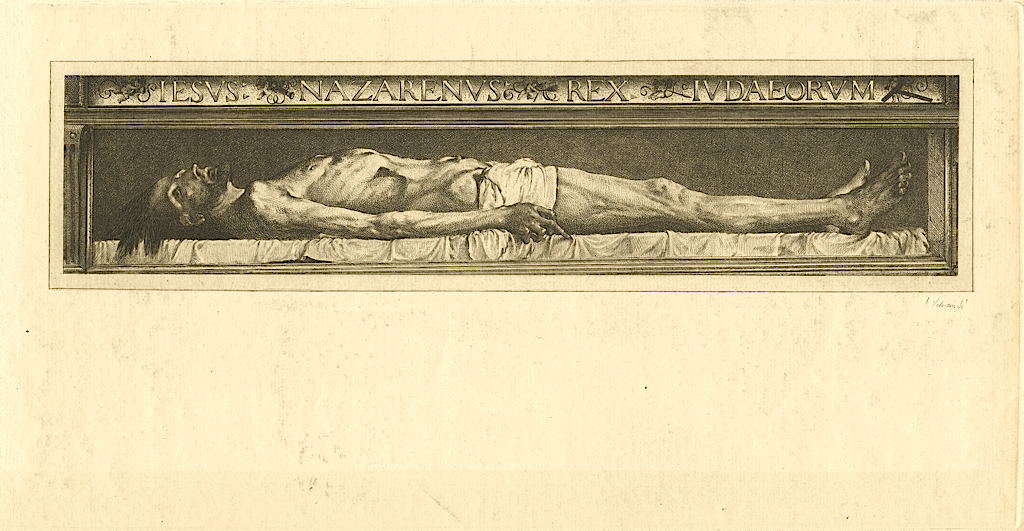
ヘンリー・オーガスティン・ヴァレンティン (Henry Augustin Valentin) によるハンス・ホルバインの作品の模写。Iesvs Nazarenevs Rex Ivdaeorvm, 19th century, etching, Department of Image Collections, National Gallery of Art Library, Washington, DCIesvs Nazarenevs Rex Ivdaeorvm

作品は制作されて以来、人々を魅惑させ、賞賛の対象となってきた。ロシアの作家フョードル・ドストエフスキーは作品の虜になった。1867年、彼の妻は、作品によって彼がてんかん発作を起こさないよう彼を作品から引き離さなければならなかった。ドストエフスキーは、ホルバインの中に彼自身の文学上の主要な関心事の1つに似た衝動を見たのである。その衝動とは、キリスト教信仰を否定するすべてのもの (この場合は自然の法則と厳しい死の現実) とキリスト教信仰を対峙させるという敬虔な欲求である。
ドストエフスキーの1869年の小説『白痴』では、登場人物のミシュキン王子はロゴージン (Rogozhin) の家で本作の複製を見て、鑑賞者に信仰を失わせる力を持っていると宣言する。 はっきりと無神論と虚無主義を唱える、死の間際のイッポリト・テレンティエフ (Ippolit Terentyev)  は本作について長い哲学的討論をし、本作は、「盲目の自然」が最も完璧で美しい存在さえも含めすべてに対して勝利することを示していると主張する。
開かれた目と口の効果については、美術批評家ミシェル・オンフレによって、「鑑賞者はキリストが見ている」という印象を持つと記述された。キリストは死が何を用意しているかも感知しているが、それは彼が天国を見つめているからであり、その一方で彼の魂はすでに天国に行っている。誰もキリストの口と目を閉じる労を取っていない。あるいは、ホルバインは鑑賞者に、死んでさえ「キリストはまだ見て、話す」と伝えたいのかもしれない。
なお、現代の専門家は、ホルバインはキリストの「復活」の奇跡そのものと、その奇跡の直近性を意図していたと提案している。綿密に観察された傷の腐敗状態は、鑑賞者が死後3日のキリストの身体を見ていることを示唆しているからである。